# Mullusfiskar
Mullusfiskar (Mullidae) är en familj i ordningen abborrartade fiskar. Familjen kallas även mullusar. Totalt innehåller familjen 6 släkten och 55 arter. 

## Utseende
Mullusfiskarna är långsträckta med kraftiga kroppar. De största arterna kan bli upp till 55 centimeter långa. Många av arterna är klart färgade, vanligtvis i gult, rött eller brunt. De har två skäggtömmar under hakan och saknar tänder i överkäken.

## Utbredning
De flesta hittas vid rev i Stilla havet, Atlanten eller Indiska Oceanen. I Europa finns det ett släkte (Mullus) och två arter, rosenmulle (Mullus barbatus) och mulle (Mullus surmuletus). Den sistnämnda arten hittas ibland i Norden, främst Skagerack och Kattegatt.

## Vanor
Mullusfiskarna söker normalt sin föda på bottnen i grunda vatten, sällan djupare än drygt 100 meter. Födan, som utgörs av maskar, kräftdjur, mollusker och andra ryggradslösa djur, letas upp med hjälp av luktorganen på deras långa skäggtömmar.
Vissa mullusfiskar besöker brack- och sötvatten, till exempel i flodmynningar.
Äggen är pelagiska, det vill säga att de flyter i vattnet och driver fritt med havsströmmarna.